# Словенський Яворник
Словенський Яворник (словен. Slovenski Javornik) — поселення в общині Єсеніце, Горенський регіон, Словенія. Висота над рівнем моря: 536 м.